# تتسویا شیوزکی
تتسویا شیوزکی (انگلیسی: Tetsuya Shiozaki؛ زادهٔ ۲۶ نوامبر ۱۹۶۸) بازیکن بیس‌بال اهل ژاپن است.